# Ludwig Föppl
Karl Ludwig Föppl (* 27. Februar 1887 in Leipzig; † 13. Mai 1976 in München)  war ein deutscher Hochschullehrer, Mitglied der Bayerischen Akademie der Wissenschaften und des Circolo Matematico di Palermo. Im Ersten Weltkrieg arbeitete er als Kryptoanalytiker.

## Leben
Ludwig war Sohn von August Föppl, einem deutschen Statiker und Hochschullehrer sowie Schwager des Physikers Ludwig Prandtl. Er promovierte in Göttingen bei David Hilbert und habilitierte sich 1914 in Würzburg (Rotierendes Ei auf horizontaler Unterlage). Im Ersten Weltkrieg arbeitete er als Kryptoanalytiker bei einem deutschen Funker-Kommando an der Westfront und konnte 1915 die von den Sicherungsverbänden der britischen Royal Navy verwendete Gronsfeld-Chiffrierung und im weiteren Verlauf des Krieges den Alliierten Flotten-Code, das Alliierte Flotten-Signalbuch, das französische Marine-Signalbuch und das französische Einheitsverfahren „chgt“ brechen.
1920 wurde er ordentlicher Professor an der TH Dresden. 1922 folgte er an der Technischen Hochschule München (heute: Technische Universität München) seinem Vater als Professor nach. Von 1925 bis zu seiner Emeritierung 1955 war er Leiter des „Mechanisch-technischen Laboratoriums“. Nach der Zeit des Nationalsozialismus galt Föppl als NS-Gegner; er konnte daher von 1947 bis 1948 zum Rektor der Hochschule bestellt werden. Seit 1940 war er ordentliches Mitglied der Bayerischen Akademie der Wissenschaften. Er gehörte auch dem Verein Deutscher Ingenieure (VDI) mit der Mitgliedsnummer 20371 an.

## Schriften
Er war Herausgeber der späteren Auflagen der Vorlesungen über Technische Mechanik seines Vaters August Föppl (mit Otto Föppl) und Mitautor von Drang und Zwang.
- mit Ernst Mönch: Praktische Spannungsoptik, 3. Auflage, Springer Verlag 1972
- Elementare Mechanik vom höheren Standpunkt, Oldenbourg 1959
- mit Heinz Neuber: Festigkeitslehre mittels Spannungsoptik, Oldenbourg 1935
- Die strenge Lösung für die rollende Reibung, München, Leibniz-Verlag 1947
- mit Gerhard Sonntag: Tafeln und Tabellen zur Festigkeitslehre, Oldenbourg 1951